# Tadzjikistans riksvapen

Tadzjikistans emblem under tiden då landen tillhörde Sovjetunionen

Tadzjikistans riksvapen har ett utseende som påminner om realsocialistiska staters vapen. Detta beror på att ett socialistiskt emblem har stått som förebild då det egentligen bara är modifierat från det gamla som landet hade då det tillhörde Sovjetunionen. Likheterna kan ses på bilderna. Dess huvudsakliga utformning finns kvar men den socialistiska stjärnan och hammaren och skäran är ersatta med en krona. Denna krona kan också ses på Tadzjikistans flagga. Ett berg har också tillkommit sedan statsvapnet förändrats. Banderollerna är Tadzjikistans flagga. Under berget finns en bok avbildad.